# Godzilla vs. Hedorah
Godzilla vs. Hedorah (ゴジラ対ヘドラ Gojira tai Hedora?), conocida como Hedora, la burbuja tóxica en España y Godzilla vs. Hedorah en Latinoamérica, es una película tokusatsu japonesa de 1971 producida por Toho. Dirigida por Yoshimitsu Banno y con efectos especiales de Teruyoshi Nakano. La película es protagonizada por Akira Yamauchi, Toshie Hiroyuki Kimura y Kawase . La undécima película de la serie de Godzilla, la película tenía un mensaje contra la contaminación ambiental. El director Banno se inspiró después de visitar una playa contaminada cerca de Yokkaichi. Fue el debut del director Yoshimitsu Banno. El presupuesto de Godzilla contra Hedorah fue significativamente menor que en las películas anteriores. El veterano director del primer Godzilla Ishiro Honda fue posteriormente encargado por el productor Tomoyuki Tanaka para ver el primer corte de la película y proporcionar asesoramiento.

## Argumento
Hedorah es un alienígena instalado en la Tierra que empieza a alimentarse de polución. Las acciones de Hedorah llaman la atención de Godzilla, quien ataca al monstruo de polución que se está alimentando del humo de una chimenea. Al mismo tiempo, Hedorah toma su forma original y es vencido fácilmente por Godzilla. Las dos criaturas tienen una serie de batallas sobre Japón, y Hedorah sigue creciendo más grande y poderoso, y logra convertirse en un ser con forma de platillo volador, permitiéndole volar y esparcir una niebla de ácido sulfúrico sobre Japón mientras destruye varias fábricas. Hedorah y Godzilla tienen una confrontación final cerca del Monte Fuji, en donde Hedorah toma su forma final, una pila de baba humanoide bípeda. Gracias a su ácido, cuerpo venenoso, y también sus rayos oculares, Hedorah casi acaba con Godzilla en la pelea. De cualquier modo, los humanos traen un par de electrodos gigantescos cerca del monstruoso kaiju con la intención de crear una zona supercaliente donde deshidratarán a Hedorah. Durante un período de la pelea donde Godzilla está noqueado, Hedorah es atraído entre los electrodos. Desafortunadamente, se quema un fusible y los electrodos quedan inútiles. Afortunadamente, Godzilla vuelve al rescate, usando su rayo para re-energizar los electrodos. Gravemente deshidratado por los electrodos, Hedorah prueba el escape cuando en el momento más famoso del film, Godzilla usa su aliento atómico como un jet para propulsarse él mismo por el aire tras el monstruo de baba y logra traer a Hedorah a los electrodos para completar el secado. Sintiendo el secado del lodo húmedo dentro de la cáscara de Hedorah, Godzilla procede a desgarrar y sacar afuera las entrañas de Hedorah y usar los electrodos para finalmente matar los remanentes de Hedorah, la burbuja tóxica. Hedorah mató a miles de personas, incluyendo la tripulación de un barco petrolero, cuarenta personas la primera vez que estuvo en tierra, mil seiscientas personas cuando esparció por primera vez la nube de ácido en el aire, y un gran grupo de jóvenes en la cima del Monte Fuji. Además, tres millones de personas fueron heridas o muertas por el smog de Hedorah. De todos modos, él parece capaz de «escupir» al gato que capturó al principio de la película y no destruirlo y ser capaz de controlar su toxicidad o tener alguna afinidad por la fauna.

## Reparto
- Akira Yamauchi como Dr. Toru Yano (矢野 徹 Yano Toru?).[2]
- Hiroyuki Kawase como Ken Yano (矢野 研 Yano Ken?).[2]
- Toshie Kimura como Toshie Yano (矢野 敏江 Yano Toshie?).[2]
- Keiko Mari como Miki Fujinomiya (富士宮 ミキ Fujinomiya Miki?).[2]
- Toshio Shiba como Yukio Keuchi (毛内 行夫 Keuchi Yukio?).[2]
- Yoshio Yoshida como Gohei.[2]
- Haruo Suzuki como Oficial de JSDF.[2]
- Yoshio Katsube como Ingeniero de JSDF.[3]
- Tadashi Okabe como Estudiante.[3]
- Yasuzo Okawa como Rioter.
- Wataru Omae como Policía.[3]
- Eisaburo Komatsu
- Koji Uruki
- Takuya Yuki como Oficial de Comunicaciones.[3]
- Yukihiko Gondo como Piloto de Helicóptero.[3]
- Haruo Nakazawa
- Kentaro Watanabe como Presentador de Noticias.[3]
- Tatsu Okabe como a Presentador de Noticias.
- Haruo Nakajima como Godzilla.[3]
- Kenpachiro Satsuma como Hedorah.[3]